# The Chefshank Redemption
A The Chefshank Redemption a Totál Dráma Akció című kanadai animációs sorozat 7. epizódja. Az eredeti premier 2009. április 5-én volt, Magyarországon pedig 2009. október 22-én.

## Leírás
A versenyzők reggel észreveszik, hogy nem tudnak kimenni a lakókocsijukból, mert valaki bezárta. A fiúk egymás vállára állnak, hogy ki tudjanak mászni a tetőajtón, de Justinnak letörik a körme. Ezután megfogják Owent, hogy vele kiüssék az ajtót. De mielőtt nekiütköznének az ajtónak, Chris kinyitja azt. A lányok ekkor már kint vannak. Chris bejelenti a hét próbáját, amely a börtönfilmekről szól. Az első menetben a csapatok kiválasztanak a másik csapatból egy embert, akinek ők fognak ételt készíteni – börtön módra. A Pullerek Lindsay-t, a Manuk Gwent választják, mivel tartozik nekik. De a Pullerek nyerik az első menetet, amelyben Gwennek meg kellett ennie Owen korpáját egy kis takonnyal. Mivel a Pullerek győztek, kaptak egy aranyszínű ásót, amelynek a harmadik fordulóban veszik majd hasznát.
A második fordulóban a csapatoknak ki kell választaniuk a legerősebbet, aki tolja a bányakocsit, amíg a többiek benne ülnek. Az a csapat nyer, amelyik előbb éri el a börtön falát. Ezt a menetet a Manuk nyerik, mert Gwen szándékosan megáll az út közepén, amikor észreveszi, hogy Lindsay nem tudja eltolni a kocsit, ezért bevárja őket. Heather kiakad, és megkérdezi Gwent, hogy miért állt le. Gwen tetteti, hogy kificamodott a bokája, és ezért állt le. Miután a Manuk beelőzték őket, Gwen továbbtolja a kocsit.
A harmadik menetben ásni kell egy alagutat a börtön fala alatt. A Pullerek bevetik az ásót, de amikor Gwen látja, hogy a Manuk lemaradtak, Gwen bemeséli a többieknek, hogy előjött a klausztrofóbiája, és ezért kettétöri az ásót Harold fején. A másik irányból megjelenik Kaleidoszkóp, akiről kiderül, hogy vakondokkal élt a föld alatt. Gwennnek eszébe jut, hogy Izzy a Manukhoz tartozott, amíg ki nem szavazták. Izzy azt mondja, hogy ez nem baj. Gwen megkérdezi tőle, hogy hogy térhetett vissza. Izzy azt mondja, hogy a Manuk Kaleidoszkópot szavazták ki, és most Explosivo tér vissza. De a versenyt a Manuk nyerik. Ekkor Explosivo átáll a Manukhoz. Gwen egyre gyanúsabb lesz a Pullereknek, ezért kiszavazzák.

## Státusz
| #        | Helyezés |
| -------- | -------- |
| Leshawna | Veszít   |
| Heather  | Utolsó   |
| Owen     | Nyer     |
| DJ       | Veszít   |
| Duncan   | Veszít   |
| Beth     | Nyer     |
| Harold   | Veszít   |
| Justin   | Nyer     |
| Lindsay  | Nyer     |
| Izzy (2) | Nyer     |
| Gwen     | Kiesik   |